# Antiga Abissínia
Antiga Abissínia é uma escola de samba de Cabo Frio.

## História
A Antiga Abissínia foi fundada em 5 de maio de 1978, no bairro Vila Nova com o nome de Associação Folclórica e Escola de Samba Antiga Abissínia. Alguns amigos, inclusive Moisés da Mota Senos, tinham um grupo folclórico de Reis de Boi, resolveram fundar a escola tendo referência o antigo bairro da Abissínia.
No carnaval 2008, conquistou seu 5º título no Grupo Especial da cidade. No ano seguinte apresentou o enredo Abissínia por Abissínia, em uma viagem cheia de riquezas, entre reinos, lendas e essências, vem contar a sua história terminando na sétima colocação, com 191,6 pontos, frustrando assim o sonho do bicampeonato e do seu 6º título. Em 2011, terminou como última colocada, mais devido a uma mudança no regulamento, permaneceu no Grupo Especial.

## Segmentos

### Presidentes
| Nome                 | Mandato        | Ref.  |
| -------------------- | -------------- | ----- |
| Moisés da Mota Senos | ? - atualidade | [ 1 ] |
| Cláudio Jotha        | ? - ?          | [ 2 ] |

### Diretores
| Ano  | Diretor de Carnaval | Diretor geral de harmonia | Mestre de bateria   | Ref. |
| ---- | ------------------- | ------------------------- | ------------------- | ---- |
| 2012 | Laércio Silveira    | Jorge Kalunga e Julio     | Alex Cotias e David |      |
| 2017 |                     |                           |                     |      |

### Coreógrafo
| Ano  | Nome | Ref. |
| ---- | ---- | ---- |
| 2015 |      |      |
| 2017 |      |      |

### Casal de Mestre-sala e Porta-bandeira
| Ano  | Nome               | Ref.  |
| ---- | ------------------ | ----- |
| 2008 | Alexandre e Cintia | [ 3 ] |
| 2017 |                    |       |

### Rainhas de bateria
| Período | Rainha    | Madrinha | Ref.  |
| ------- | --------- | -------- | ----- |
| 2018    | Claudinha |          | [ 3 ] |
| 2017    |           |          |       |

## Carnavais
| Ano  | Colocação | Grupo    | Enredo | Carnavalesco         | Intérprete                          | Ref         |
| ---- | --------- | -------- | --- | -------------------- | ----------------------------------- | ----------- |
| 2008 | Campeã    | Especial | Abissínia por Abissínia, em uma viagem cheia de riquezas, entre reinos, lendas e essências, vem contar a sua história Compositores: Jorge do Jacaré, Wellingtom e Valfredo Machado. | Simone Guedes        |                                     | [ 3 ] [ 4 ] |
| 2009 | 7ºlugar   | Especial | Abissínia por Abissínia, em uma viagem cheia de riquezas, entre reinos, lendas e essências, vem contar a sua história                                                               | Simone Guedes        |                                     |             |
| 2010 | 6ºlugar   | Especial | A Abissínia se encanta com as belezas e o perfume das flores holandesas Compositores:Baiano, Feliscelso e Glen.                                                                     | Simone Guedes        | Amaral, Cebola e Mauricio do Perfil |             |
| 2011 | 7ºlugar   | Especial | A Antiga Abissínia canta Búzios, encantos e magias, paraíso de amor | Comissão de Carnaval |                                     |             |
| 2012 |           | Especial | Que o amor dure para sempre e que sempre, Seja todo dia... Compositores: JB, Luiz Felipe Lopes, Demarco. Intérpretes:Amaral e Andrezinho                                            | Lane Santana         | Amaral e Andrezinho                 | [ 5 ]       |
| 2014 | 6         | Especial | |                      |                                     | [ 6 ] [ 7 ] |
| 2015 | 7º        | Especial | |                      |                                     | [ 8 ]       |
| 2017 |           |          | |                      |                                     |             |